# 7e étape du Tour de France 2003
Pour un article plus général, voir Tour de France 2003.
La 7e étape du Tour de France 2003 s'est déroulée le 12 juillet 2003 entre Lyon et Morzine sur un parcours de 230,5 km. Elle a été gagnée en solitaire par le Français Richard Virenque, qui s'empare du maillot jaune pour la deuxième fois de sa carrière.

## Profil et parcours
L'étape parcourt trois départements : le Rhône, l'Ain et la Haute-Savoie. Après avoir passé le Jura méridional et le col de Portes (2e catégorie) au km 56, la route franchit le Rhône après Culoz. La plus grande difficulté attend les coureurs dans le massif du Chablais : le col de la Ramaz (1re catégorie). Puis c'est la descente sur Morzine, interrompue par la montée des Gets.

## Récit
Une échappée de trois coureurs (Rolf Aldag, Paolo Bettini, Benoît Poilvet) se forme en début d'étape. Richard Virenque et Médéric Clain les rejoignent après le col de Portes, à Béon. Vainqueur de quatre étapes dans la première semaine du Tour 2003, le maillot vert Alessandro Petacchi abandonne dans ce col jurassien.
Au pied du col de la Ramaz, Clain a été lâché. Virenque et Bettini, les deux Quick Step-Davitamon se relaient. Aldag et Poilvet sont lâchés mais le coureur allemand arrive à revenir quand Bettini s'écarte, et il dépasse Virenque, mais celui-ci accélère lorsque la pente devient forte et il est définitivement seul à cinq kilomètres du sommet. Dans le peloton, mené durant toute l'étape par US Postal, Alexandre Vinokourov s'échappe quelques kilomètres dans le col puis il est repris. Virenque continue sa progression, et il remporte l'étape avec une nette avance pour le classement général. Il endosse le maillot à pois et le maillot jaune.
Aldag arrive en deuxième place, suivi par Sylvain Chavanel qui a fait la descente dans les cinq derniers kilomètres.

## Classement de l'étape
| \| Classement de l'étape \| Classement de l'étape \| Classement de l'étape \| Classement de l'étape \| Classement de l'étape \| \| Coureur \| Coureur \| Pays \| Équipe \| Temps \| \| --------------------- \| --------------------- \| --------------------- \| ------------------------------- \| --------------------- \| \| 1er \| Richard Virenque \| France \| Quick Step-Davitamon \| 6 h 06 min 03 s \| \| 2e \| Rolf Aldag \| Allemagne \| Telekom \| + 2 min 29 s \| \| 3e \| Sylvain Chavanel \| France \| Brioches La Boulangère \| + 3 min 45 s \| \| 4e \| Michael Rogers \| Australie \| Quick Step-Davitamon \| + 4 min 03 s \| \| 5e \| Stefano Garzelli \| Italie \| Vini Caldirola-Saunier Duval \| + 4 min 06 s \| \| 6e \| Christophe Moreau \| France \| Crédit Agricole \| + 4 min 06 s \| \| 7e \| Laurent Dufaux \| Suisse \| Alessio \| + 4 min 06 s \| \| 8e \| David Millar \| Royaume-Uni \| Cofidis-Le Crédit par Téléphone \| + 4 min 06 s \| \| 9e \| Georg Totschnig \| Autriche \| Gerolsteiner \| + 4 min 06 s \| \| 10e \| Alexandre Vinokourov \| Kazakhstan \| Telekom \| + 4 min 06 s \| |                      |             |                                 |                 |
| |                      |             |                                 |                 |
| |                      |             |                                 |                 |
| Classement de l'étape |                      |             |                                 |                 |
| Coureur | Coureur              | Pays        | Équipe                          | Temps           |
| 1er | Richard Virenque     | France      | Quick Step-Davitamon            | 6 h 06 min 03 s |
| 2e | Rolf Aldag           | Allemagne   | Telekom                         | + 2 min 29 s    |
| 3e | Sylvain Chavanel     | France      | Brioches La Boulangère          | + 3 min 45 s    |
| 4e | Michael Rogers       | Australie   | Quick Step-Davitamon            | + 4 min 03 s    |
| 5e | Stefano Garzelli     | Italie      | Vini Caldirola-Saunier Duval    | + 4 min 06 s    |
| 6e | Christophe Moreau    | France      | Crédit Agricole                 | + 4 min 06 s    |
| 7e | Laurent Dufaux       | Suisse      | Alessio                         | + 4 min 06 s    |
| 8e | David Millar         | Royaume-Uni | Cofidis-Le Crédit par Téléphone | + 4 min 06 s    |
| 9e | Georg Totschnig      | Autriche    | Gerolsteiner                    | + 4 min 06 s    |
| 10e | Alexandre Vinokourov | Kazakhstan  | Telekom                         | + 4 min 06 s    |

## Classement général
| \| Classement général \| Classement général \| Classement général \| Classement général \| Classement général \| \| Coureur \| Coureur \| Pays \| Équipe \| Temps \| \| ------------------ \| ------------------ \| ------------------ \| ----------------------------- \| ------------------ \| \| 1er \| Richard Virenque \| France \| Quick Step-Davitamon \| 29 h 10 min 39 s \| \| 2e \| Lance Armstrong \| États-Unis \| US Postal Service-Berry Floor \| DQ \| \| 3e \| Rolf Aldag \| Allemagne \| Telekom \| + 2 min 48 s \| \| 4e \| José Luis Rubiera \| Espagne \| US Postal Service-Berry Floor \| + 2 min 59 s \| \| 5e \| Roberto Heras \| Espagne \| US Postal Service-Berry Floor \| + 3 min 03 s \| \| 6e \| Joseba Beloki \| Espagne \| ONCE-Eroski \| + 3 min 09 s \| \| 7e \| Jörg Jaksche \| Allemagne \| ONCE-Eroski \| + 3 min 14 s \| \| 8e \| Manuel Beltrán \| Espagne \| US Postal Service-Berry Floor \| + 3 min 15 s \| \| 9e \| Jan Ullrich \| Allemagne \| Team Bianchi \| + 3 min 15 s \| \| 10e \| José Azevedo \| Portugal \| ONCE-Eroski \| + 3 min 37 s \| |                   |            |                               |                  |
| |                   |            |                               |                  |
| |                   |            |                               |                  |
| Classement général |                   |            |                               |                  |
| Coureur | Coureur           | Pays       | Équipe                        | Temps            |
| 1er | Richard Virenque  | France     | Quick Step-Davitamon          | 29 h 10 min 39 s |
| 2e | Lance Armstrong   | États-Unis | US Postal Service-Berry Floor | DQ               |
| 3e | Rolf Aldag        | Allemagne  | Telekom                       | + 2 min 48 s     |
| 4e | José Luis Rubiera | Espagne    | US Postal Service-Berry Floor | + 2 min 59 s     |
| 5e | Roberto Heras     | Espagne    | US Postal Service-Berry Floor | + 3 min 03 s     |
| 6e | Joseba Beloki     | Espagne    | ONCE-Eroski                   | + 3 min 09 s     |
| 7e | Jörg Jaksche      | Allemagne  | ONCE-Eroski                   | + 3 min 14 s     |
| 8e | Manuel Beltrán    | Espagne    | US Postal Service-Berry Floor | + 3 min 15 s     |
| 9e | Jan Ullrich       | Allemagne  | Team Bianchi                  | + 3 min 15 s     |
| 10e | José Azevedo      | Portugal   | ONCE-Eroski                   | + 3 min 37 s     |

## Classements annexes
| Classement par points | Classement par points | Classement par points | Classement par points | Classement par points |
| Coureur               | Coureur               | Pays                  | Équipe                | Points                |
| --------------------- | --------------------- | --------------------- | --------------------- | --------------------- |
| 1er                   | Baden Cooke           | Australie             | Fdjeux.com            | 118 pts               |
| 2e                    | Robbie McEwen         | Australie             | Lotto-Domo            | 110 pts               |
| 3e                    | Thor Hushovd          | Norvège               | Crédit Agricole       | 100 pts               |
| 4e                    | Erik Zabel            | Allemagne             | Telekom               | 98 pts                |
| 5e                    | Stuart O'Grady        | Australie             | Crédit Agricole       | 91 pts                |

| Classement par points | Classement par points | Classement par points | Classement par points | Classement par points |
| Coureur               | Coureur               | Pays                  | Équipe                | Points                |
| --------------------- | --------------------- | --------------------- | --------------------- | --------------------- |
| 1er                   | Baden Cooke           | Australie             | Fdjeux.com            | 118 pts               |
| 2e                    | Robbie McEwen         | Australie             | Lotto-Domo            | 110 pts               |
| 3e                    | Thor Hushovd          | Norvège               | Crédit Agricole       | 100 pts               |
| 4e                    | Erik Zabel            | Allemagne             | Telekom               | 98 pts                |
| 5e                    | Stuart O'Grady        | Australie             | Crédit Agricole       | 91 pts                |

| Classement de la montagne | Classement de la montagne | Classement de la montagne | Classement de la montagne | Classement de la montagne |
| Coureur                   | Coureur                   | Pays                      | Équipe                    | Points                    |
| ------------------------- | ------------------------- | ------------------------- | ------------------------- | ------------------------- |
| 1er                       | Richard Virenque          | France                    | Quick Step-Davitamon      | 78 pts                    |
| 2e                        | Rolf Aldag                | Allemagne                 | Telekom                   | 61 pts                    |
| 3e                        | Benoît Poilvet            | France                    | Crédit Agricole           | 51 pts                    |
| 4e                        | Paolo Bettini             | Italie                    | Quick Step-Davitamon      | 47 pts                    |
| 5e                        | Juan Miguel Mercado       | Espagne                   | iBanesto.com              | 23 pts                    |

| Classement de la montagne | Classement de la montagne | Classement de la montagne | Classement de la montagne | Classement de la montagne |
| Coureur                   | Coureur                   | Pays                      | Équipe                    | Points                    |
| ------------------------- | ------------------------- | ------------------------- | ------------------------- | ------------------------- |
| 1er                       | Richard Virenque          | France                    | Quick Step-Davitamon      | 78 pts                    |
| 2e                        | Rolf Aldag                | Allemagne                 | Telekom                   | 61 pts                    |
| 3e                        | Benoît Poilvet            | France                    | Crédit Agricole           | 51 pts                    |
| 4e                        | Paolo Bettini             | Italie                    | Quick Step-Davitamon      | 47 pts                    |
| 5e                        | Juan Miguel Mercado       | Espagne                   | iBanesto.com              | 23 pts                    |

| Classement du meilleur jeune | Classement du meilleur jeune | Classement du meilleur jeune | Classement du meilleur jeune | Classement du meilleur jeune |
| Coureur                      | Coureur                      | Pays                         | Équipe                       | Temps                        |
| ---------------------------- | ---------------------------- | ---------------------------- | ---------------------------- | ---------------------------- |
| 1er                          | Denis Menchov                | Russie                       | iBanesto.com                 | 29 h 14 min 34 s             |
| 2e                           | Evgueni Petrov               | Russie                       | iBanesto.com                 | + 2 s                        |
| 3e                           | Michael Rogers               | Australie                    | Quick Step-Davitamon         | + 8 s                        |
| 4e                           | Mikel Astarloza              | Espagne                      | AG2R Prévoyance              | + 25 s                       |
| 5e                           | Sylvain Chavanel             | France                       | Brioches La Boulangère       | + 1 min 08 s                 |

| Classement du meilleur jeune | Classement du meilleur jeune | Classement du meilleur jeune | Classement du meilleur jeune | Classement du meilleur jeune |
| Coureur                      | Coureur                      | Pays                         | Équipe                       | Temps                        |
| ---------------------------- | ---------------------------- | ---------------------------- | ---------------------------- | ---------------------------- |
| 1er                          | Denis Menchov                | Russie                       | iBanesto.com                 | 29 h 14 min 34 s             |
| 2e                           | Evgueni Petrov               | Russie                       | iBanesto.com                 | + 2 s                        |
| 3e                           | Michael Rogers               | Australie                    | Quick Step-Davitamon         | + 8 s                        |
| 4e                           | Mikel Astarloza              | Espagne                      | AG2R Prévoyance              | + 25 s                       |
| 5e                           | Sylvain Chavanel             | France                       | Brioches La Boulangère       | + 1 min 08 s                 |

| Classement par équipes | Classement par équipes        | Classement par équipes | Classement par équipes |
| Équipe                 | Équipe                        | Pays                   | Temps                  |
| ---------------------- | ----------------------------- | ---------------------- | ---------------------- |
| 1re                    | Quick Step-Davitamon          | Belgique               | 85 h 00 min 33 s       |
| 2e                     | US Postal Service-Berry Floor | États-Unis             | + 2 min 24 s           |
| 3e                     | ONCE-Eroski                   | Espagne                | + 3 min 13 s           |
| 4e                     | Team Bianchi                  | Allemagne              | + 3 min 15 s           |
| 5e                     | iBanesto.com                  | Espagne                | + 3 min 59 s           |

| Classement par équipes | Classement par équipes        | Classement par équipes | Classement par équipes |
| Équipe                 | Équipe                        | Pays                   | Temps                  |
| ---------------------- | ----------------------------- | ---------------------- | ---------------------- |
| 1re                    | Quick Step-Davitamon          | Belgique               | 85 h 00 min 33 s       |
| 2e                     | US Postal Service-Berry Floor | États-Unis             | + 2 min 24 s           |
| 3e                     | ONCE-Eroski                   | Espagne                | + 3 min 13 s           |
| 4e                     | Team Bianchi                  | Allemagne              | + 3 min 15 s           |
| 5e                     | iBanesto.com                  | Espagne                | + 3 min 59 s           |